# Maebaru
Maebaru (前原市?, Maebaru-shi) era una città del Giappone situata nella prefettura di Fukuoka.
Il 1º gennaio 2010, si è fusa con i comuni di Shima e Nijō, che facevano parte del distretto di Itoshima, per formare la nuova città di Itoshima. A seguito di tale fusione, sia la municipalità di Maebaru che il distretto sono stati soppressi.
| Controllo di autorità | VIAF (EN) 255834739 · NDL (EN, JA) 00371517 |